# Real Betis Balompié 2025-2026
Questa voce raccoglie le informazioni riguardanti il Real Betis Balompié nelle competizioni ufficiali della stagione 2025-2026.

## Maglie e sponsor
| Casa | Trasferta | Terza divisa |

## Rosa
Rosa e numerazione aggiornate al 19 agosto 2025.
| N. |                         | Ruolo | Calciatore        |
| -- | ----------------------- | ----- | ----------------- |
| 1  | Spagna (bandiera)       | P     | Álvaro Valles     |
| 2  | Spagna (bandiera)       | D     | Héctor Bellerín   |
| 3  | Spagna (bandiera)       | D     | Diego Llorente    |
| 4  | Brasile (bandiera)      | D     | Natan             |
| 5  | Spagna (bandiera)       | D     | Marc Bartra       |
| 6  | Spagna (bandiera)       | C     | Sergi Altimira    |
| 8  | Spagna (bandiera)       | C     | Pablo Fornals     |
| 9  | Argentina (bandiera)    | A     | Ezequiel Ávila    |
| 10 | Marocco (bandiera)      | A     | Abde Ezzalzouli   |
| 11 | RD del Congo (bandiera) | A     | Cédric Bakambu    |
| 12 | Svizzera (bandiera)     | D     | Ricardo Rodríguez |
| 13 | Spagna (bandiera)       | P     | Adrián            |
| 14 | Spagna (bandiera)       | A     | Iker Losada       |
| 16 | Argentina (bandiera)    | D     | Valentín Gómez    |
| 17 | Spagna (bandiera)       | A     | Rodrigo Riquelme  |

| N. |                            | Ruolo | Calciatore            |
| -- | -------------------------- | ----- | --------------------- |
| 18 | Colombia (bandiera)        | C     | Nelson Deossa         |
| 19 | Colombia (bandiera)        | A     | Juan Camilo Hernández |
| 20 | Argentina (bandiera)       | C     | Giovani Lo Celso      |
| 21 | Spagna (bandiera)          | C     | Marc Roca             |
| 22 | Spagna (bandiera)          | C     | Isco ()               |
| 23 | Rep. Dominicana (bandiera) | D     | Junior Firpo          |
| 24 | Spagna (bandiera)          | A     | Aitor Ruibal          |
| 25 | Spagna (bandiera)          | P     | Pau López             |
| 32 | Senegal (bandiera)         | D     | Nobel Mendy           |
| 40 | Spagna (bandiera)          | D     | Ángel Ortiz           |
| 52 | Spagna (bandiera)          | C     | Pablo García          |

## Calciomercato

### Sessione estiva
| Acquisti         | Acquisti         | Acquisti         | Acquisti                    |
| R.               | Nome             | da               | Modalità                    |
| ---------------- | ---------------- | ---------------- | --------------------------- |
| C                | Nelson Deossa    | Monterrey        | definitivo (11,7 milioni €) |
| D                | Natan            | Napoli           | definitivo (9 milioni €)    |
| C                | Rodrigo Riquelme | Atlético Madrid  | definitivo (8 milioni €)    |
| A                | Gonzalo Petit    | Nacional         | definitivo (6 milioni €)    |
| D                | Valentín Gómez   | Vélez Sarsfield  | definitivo (5,3 milioni €)  |
| D                | Junior Firpo     | Leeds Utd        | gratuito                    |
| P                | Pau López        | Toluca           | gratuito                    |
| P                | Álvaro Valles    |                  | svincolato                  |
| Altre operazioni |                  |                  |                             |
| R.               | Nome             | da               | Modalità                    |
| P                | Rui Silva        | Sporting Lisbona | fine prestito               |
| A                | Borja Iglesias   | Celta Vigo       | fine prestito               |
| C                | Álex Collado     | Al-Kholood       | fine prestito               |
| A                | Juanmi           | Getafe           | fine prestito               |
| A                | Iker Losada      | Celta Vigo       | fine prestito               |
| D                | Ricardo Visus    | Almere City      | fine prestito               |

| Cessioni         | Cessioni            | Cessioni         | Cessioni                    |
| R.               | Nome                | a                | Modalità                    |
| ---------------- | ------------------- | ---------------- | --------------------------- |
| C                | Johnny Cardoso      | Atlético Madrid  | definitivo (24 milioni €)   |
| A                | Jesús Rodríguez     | Como             | definitivo (22,5 milioni €) |
| P                | Rui Silva           | Sporting Lisbona | definitivo (4,7 milioni €)  |
| D                | Romain Perraud      | Lilla            | definitivo (3 milioni €)    |
| C                | Álex Collado        | Al-Shamal        | definitivo (2,5 milioni €)  |
| A                | Borja Iglesias      | Celta Vigo       | definitivo (2 milioni €)    |
| D                | Youssouf Sabaly     | Al-Duhail        | definitivo (2 milioni €)    |
| A                | Juanmi              | Getafe           | definitivo (2 milioni €)    |
| D                | Ricardo Visus       | Widzew Łódź      | definitivo (425 mila €)     |
| P                | Fran Vietes         |                  | svincolato                  |
| C                | William Carvalho    | Pachuca          | gratuito                    |
| A                | Gonzalo Petit       | Mirandés         | gratuito                    |
| C                | Mateo Flores        | Arouca           | gratuito                    |
| D                | Sergio Arribas      | Huesca           | gratuito                    |
| P                | Guilherme Fernandes | Real Valladolid  | prestito                    |
| D                | Nobel Mendy         | Rayo Vallecano   | prestito                    |
| Altre operazioni |                     |                  |                             |
| R.               | Nome                | da               | Modalità                    |
| A                | Antony              | Manchester Utd   | fine prestito               |
| D                | Natan               | Napoli           | fine prestito               |

### Sessione invernale
| Acquisti         | Acquisti         | Acquisti         | Acquisti         |
| R.               | Nome             | da               | Modalità         |
| Altre operazioni | Altre operazioni | Altre operazioni | Altre operazioni |
| R.               | Nome             | da               | Modalità         |
| ---------------- | ---------------- | ---------------- | ---------------- |

| Cessioni         | Cessioni         | Cessioni         | Cessioni         |
| R.               | Nome             | a                | Modalità         |
| Altre operazioni | Altre operazioni | Altre operazioni | Altre operazioni |
| R.               | Nome             | da               | Modalità         |
| ---------------- | ---------------- | ---------------- | ---------------- |

## Risultati

### Primera División

#### Girone di andata
| Arbitro: | García Verdura |

|            |           |            |
| Valera 81’ | Marcatori | 21’ Ruibal |

| Siviglia 22 agosto 2025, ore 21:30 CEST 2ª giornata | Betis | – referto | Alavés | Stadio Benito Villamarín |

| Siviglia 31 agosto 2025, ore 19:00 CEST 3ª giornata | Betis | – referto | Athletic Bilbao | Stadio Benito Villamarín |

| Valencia 13 settembre 2025, ore 16:15 CEST 4ª giornata | Levante | – referto | Betis | Stadio Ciutat de València |

| Siviglia 5ª giornata | Betis | – referto | Real Sociedad | Stadio Benito Villamarín |

| Vigo 27 agosto 2025, ore 21:00 CEST 6ª giornata | Celta Vigo | – referto | Betis | Stadio Balaídos |

| Siviglia 7ª giornata | Betis | – referto | Osasuna | Stadio Benito Villamarín |

| Cornellà de Llobregat 8ª giornata | Espanyol | – | Betis | RCDE Stadium |

| Vila-real 9ª giornata | Villarreal | – | Betis | Stadio della Ceramica |

| Siviglia 10ª giornata | Betis | – | Atlético Madrid | Stadio Benito Villamarín |

| Siviglia 11ª giornata | Betis | – | Maiorca | Stadio Benito Villamarín |

| Valencia 12ª giornata | Valencia | – | Betis | Mestalla |

| Siviglia 13ª giornata | Betis | – | Girona | Stadio Benito Villamarín |

| Siviglia 14ª giornata | Siviglia | – | Betis | Stadio Ramón Sánchez-Pizjuán |

| Siviglia 15ª giornata | Betis | – | Barcellona | Stadio Benito Villamarín |

| Madrid 16ª giornata | Rayo Vallecano | – | Betis | Campo de Fútbol de Vallecas |

| Siviglia 17ª giornata | Betis | – | Getafe | Stadio Benito Villamarín |

| Madrid 18ª giornata | Real Madrid | – | Betis | Stadio Santiago Bernabéu |

| Oviedo 19ª giornata | Real Oviedo | – | Betis | Stadio Carlos Tartiere |

#### Girone di ritorno
| Siviglia 20ª giornata | Betis | – | Villarreal | Stadio Benito Villamarín |

| Vitoria-Gasteiz 21ª giornata | Alavés | – | Betis | Mendizorrotza |

| Siviglia 22ª giornata | Betis | – | Valencia | Stadio Benito Villamarín |

| Madrid 23ª giornata | Atlético Madrid | – | Betis | Stadio Metropolitano |

| Palma de Maiorca 24ª giornata | Maiorca | – | Betis | Stadio de Son Moix |

| Siviglia 25ª giornata | Betis | – | Rayo Vallecano | Stadio Benito Villamarín |

| Siviglia 26ª giornata | Betis | – | Siviglia | Stadio Benito Villamarín |

| Getafe 27ª giornata | Getafe | – | Betis | Coliseum Alfonso Pérez |

| Siviglia 28ª giornata | Betis | – | Celta Vigo | Stadio Benito Villamarín |

| Bilbao 29ª giornata | Athletic Bilbao | – | Betis | San Mamés |

| Siviglia 30ª giornata | Betis | – | Espanyol | Stadio Benito Villamarín |

| Pamplona 31ª giornata | Osasuna | – | Betis | Stadio El Sadar |

| Siviglia 32ª giornata | Betis | – | Real Madrid | Stadio Benito Villamarín |

| Gerona 33ª giornata | Girona | – | Betis | Stadio Montilivi |

| Siviglia 34ª giornata | Betis | – | Real Oviedo | Stadio Benito Villamarín |

| San Sebastián 35ª giornata | Real Sociedad | – | Betis | Anoeta |

| Siviglia 36ª giornata | Betis | – | Elche | Stadio Benito Villamarín |

| Barcellona 37ª giornata | Barcellona | – | Betis | Camp Nou |

| Siviglia 38ª giornata | Betis | – | Levante | Stadio Benito Villamarín |

## Statistiche

### Statistiche di squadra
| Competizione  | Punti | In casa | In casa | In casa | In casa | In casa | In casa | In trasferta | In trasferta | In trasferta | In trasferta | In trasferta | In trasferta | In campo neutro | In campo neutro | In campo neutro | In campo neutro | In campo neutro | In campo neutro | Totale | Totale | Totale | Totale | Totale | Totale | DR |
| Competizione  | Punti | G       | V       | N       | P       | Gf      | Gs      | G            | V            | N            | P            | Gf           | Gs           | G               | V               | N               | P               | Gf              | Gs              | G      | V      | N      | P      | Gf     | Gs     | DR |
| ------------- | ----- | ------- | ------- | ------- | ------- | ------- | ------- | ------------ | ------------ | ------------ | ------------ | ------------ | ------------ | --------------- | --------------- | --------------- | --------------- | --------------- | --------------- | ------ | ------ | ------ | ------ | ------ | ------ | -- |
| Liga          | 1     |         |         |         |         |         |         | 1            | 0            | 1            | 0            | 1            | 1            | -               | -               | -               | -               | -               | -               | 1      | 0      | 1      | 0      | 1      | 1      | 0  |
| Coppa del Re  | -     |         |         |         |         |         |         |              |              |              |              |              |              | -               | -               | -               | -               | -               | -               |        |        |        |        |        |        |    |
| Europa League | -     |         |         |         |         |         |         |              |              |              |              |              |              | -               | -               | -               | -               | -               | -               |        |        |        |        |        |        |    |
| Totale        | -     |         |         |         |         |         |         | 1            | 0            | 1            | 0            | 1            | 1            | -               | -               | -               | -               | -               | -               | 1      | 0      | 1      | 0      | 1      | 1      | 0  |

### Andamento in campionato
| Giornata  | 1 | 2 | 3 | 4 | 5 | 6 | 7 | 8 | 9 | 10 | 11 | 12 | 13 | 14 | 15 | 16 | 17 | 18 | 19 | 20 | 21 | 22 | 23 | 24 | 25 | 26 | 27 | 28 | 29 | 30 | 31 | 32 | 33 | 34 | 35 | 36 | 37 | 38 |
| --------- | - | - | - | - | - | - | - | - | - | -- | -- | -- | -- | -- | -- | -- | -- | -- | -- | -- | -- | -- | -- | -- | -- | -- | -- | -- | -- | -- | -- | -- | -- | -- | -- | -- | -- | -- |
| Luogo     | T | C | C | T | C | T | C | T | T | C  | C  | T  | C  | T  | C  | T  | C  | T  | T  | C  | T  | C  | T  | T  | C  | C  | T  | C  | T  | C  | T  | C  | T  | C  | T  | C  | T  | C  |
| Risultato | N |   |   |   |   |   |   |   |   |    |    |    |    |    |    |    |    |    |    |    |    |    |    |    |    |    |    |    |    |    |    |    |    |    |    |    |    |    |
| Posizione |   |   |   |   |   |   |   |   |   |    |    |    |    |    |    |    |    |    |    |    |    |    |    |    |    |    |    |    |    |    |    |    |    |    |    |    |    |    |

### Andamento in Europa League
| Giornata  | 1 | 2 | 3 | 4 | 5 | 6 | 7 | 8 |
| --------- | - | - | - | - | - | - | - | - |
| Luogo     |   |   |   |   |   |   |   |   |
| Risultato |   |   |   |   |   |   |   |   |
| Posizione |   |   |   |   |   |   |   |   |

### Statistiche dei giocatori
Sono in corsivo i calciatori che hanno 
| Giocatore     | Liga     | Liga | Liga        | Liga       | Coppa del Re | Coppa del Re | Coppa del Re | Coppa del Re | Europa League | Europa League | Europa League | Europa League | Totale   | Totale | Totale      | Totale     |
| Giocatore     | Presenze | Reti | Ammonizioni | Espulsioni | Presenze     | Reti         | Ammonizioni  | Espulsioni   | Presenze      | Reti          | Ammonizioni   | Espulsioni    | Presenze | Reti   | Ammonizioni | Espulsioni |
| ------------- | -------- | ---- | ----------- | ---------- | ------------ | ------------ | ------------ | ------------ | ------------- | ------------- | ------------- | ------------- | -------- | ------ | ----------- | ---------- |
| Adrián        | 0        | 0    | 0           | 0          | 0            | 0            | 0            | 0            | 0             | 0             | 0             | 0             | 0        | 0      | 0           | 0          |
| S. Altimira   | 1        | 0    | 0           | 0          | 0            | 0            | 0            | 0            | 0             | 0             | 0             | 0             | 1        | 0      | 0           | 0          |
| E. Ávila      | 1        | 0    | 0           | 0          | 0            | 0            | 0            | 0            | 0             | 0             | 0             | 0             | 1        | 0      | 0           | 0          |
| C. Bakambu    | 1        | 0    | 0           | 0          | 0            | 0            | 0            | 0            | 0             | 0             | 0             | 0             | 1        | 0      | 0           | 0          |
| M. Bartra     | 1        | 0    | 0           | 0          | 0            | 0            | 0            | 0            | 0             | 0             | 0             | 0             | 1        | 0      | 0           | 0          |
| H. Bellerín   | 1        | 0    | 0           | 0          | 0            | 0            | 0            | 0            | 0             | 0             | 0             | 0             | 1        | 0      | 0           | 0          |
| N. Deossa     | 0        | 0    | 0           | 0          | 0            | 0            | 0            | 0            | 0             | 0             | 0             | 0             | 0        | 0      | 0           | 0          |
| A. Ezzalzouli | 0        | 0    | 0           | 0          | 0            | 0            | 0            | 0            | 0             | 0             | 0             | 0             | 0        | 0      | 0           | 0          |
| J. Firpo      | 0        | 0    | 0           | 0          | 0            | 0            | 0            | 0            | 0             | 0             | 0             | 0             | 0        | 0      | 0           | 0          |
| M. Flores     | 0        | 0    | 0           | 0          | 0            | 0            | 0            | 0            | 0             | 0             | 0             | 0             | 0        | 0      | 0           | 0          |
| P. Fornals    | 1        | 0    | 0           | 0          | 0            | 0            | 0            | 0            | 0             | 0             | 0             | 0             | 1        | 0      | 0           | 0          |
| P. García     | 1        | 0    | 0           | 0          | 0            | 0            | 0            | 0            | 0             | 0             | 0             | 0             | 1        | 0      | 0           | 0          |
| V. Gómez      | 0        | 0    | 0           | 0          | 0            | 0            | 0            | 0            | 0             | 0             | 0             | 0             | 0        | 0      | 0           | 0          |
| C. Hernández  | 1        | 0    | 0           | 0          | 0            | 0            | 0            | 0            | 0             | 0             | 0             | 0             | 1        | 0      | 0           | 0          |
| Isco          | 0        | 0    | 0           | 0          | 0            | 0            | 0            | 0            | 0             | 0             | 0             | 0             | 0        | 0      | 0           | 0          |
| G. Lo Celso   | 1        | 0    | 0           | 0          | 0            | 0            | 0            | 0            | 0             | 0             | 0             | 0             | 1        | 0      | 0           | 0          |
| I. Losada     | 0        | 0    | 0           | 0          | 0            | 0            | 0            | 0            | 0             | 0             | 0             | 0             | 0        | 0      | 0           | 0          |
| D. Llorente   | 0        | 0    | 0           | 0          | 0            | 0            | 0            | 0            | 0             | 0             | 0             | 0             | 0        | 0      | 0           | 0          |
| P. López      | 1        | -1   | 0           | 0          | 0            | -0           | 0            | 0            | 0             | -0            | 0             | 0             | 1        | -1     | 0           | 0          |
| N. Mendy      | 0        | 0    | 0           | 0          | 0            | 0            | 0            | 0            | 0             | 0             | 0             | 0             | 0        | 0      | 0           | 0          |
| Natan         | 1        | 0    | 1           | 0          | 0            | 0            | 0            | 0            | 0             | 0             | 0             | 0             | 1        | 0      | 1           | 0          |
| Á. Ortiz      | 0        | 0    | 0           | 0          | 0            | 0            | 0            | 0            | 0             | 0             | 0             | 0             | 0        | 0      | 0           | 0          |
| D. Pérez      | 0        | 0    | 0           | 0          | 0            | 0            | 0            | 0            | 0             | 0             | 0             | 0             | 0        | 0      | 0           | 0          |
| M. Roca       | 0        | 0    | 0           | 0          | 0            | 0            | 0            | 0            | 0             | 0             | 0             | 0             | 0        | 0      | 0           | 0          |
| R. Rodríguez  | 1        | 0    | 0           | 0          | 0            | 0            | 0            | 0            | 0             | 0             | 0             | 0             | 1        | 0      | 0           | 0          |
| R. Riquelme   | 1        | 0    | 0           | 0          | 0            | 0            | 0            | 0            | 0             | 0             | 0             | 0             | 1        | 0      | 0           | 0          |
| A. Ruibal     | 1        | 1    | 0           | 0          | 0            | 0            | 0            | 0            | 0             | 0             | 0             | 0             | 1        | 1      | 0           | 0          |
| Á. Valles     | 0        | -0   | 0           | 0          | 0            | -0           | 0            | 0            | 0             | -0            | 0             | 0             | 0        | -0     | 0           | 0          |